# Kremata lipówka
Kremata lipówka, lazdona lipówka (Asteroscopus sphinx) – gatunek motyla z rodziny sówkowatych. Zamieszkuje zachodnią część krainy palearktycznej. Gąsienice żerują na różnych drzewach i krzewach liściastych.

## Taksonomia
Gatunek ten opisany został po raz pierwszy w 1766 roku przez Johanna Siegfrieda Hufnagela pod nazwą Phalaena sphinx. Jako miejsce typowe autor wskazał okolice Berlina w Niemczech. W 1775 roku ten sam gatunek opisany został z Wiednia przez Johanna N.C.M. Denisa i Ignaza Schiffermüllera jako Bombyx cassinia i to pod tą nazwą Jean Baptiste Boisduval wyznaczył go w 1828 roku gatunkiem typowym rodzaju Asteroscopus.

## Morfologia

### Owad dorosły

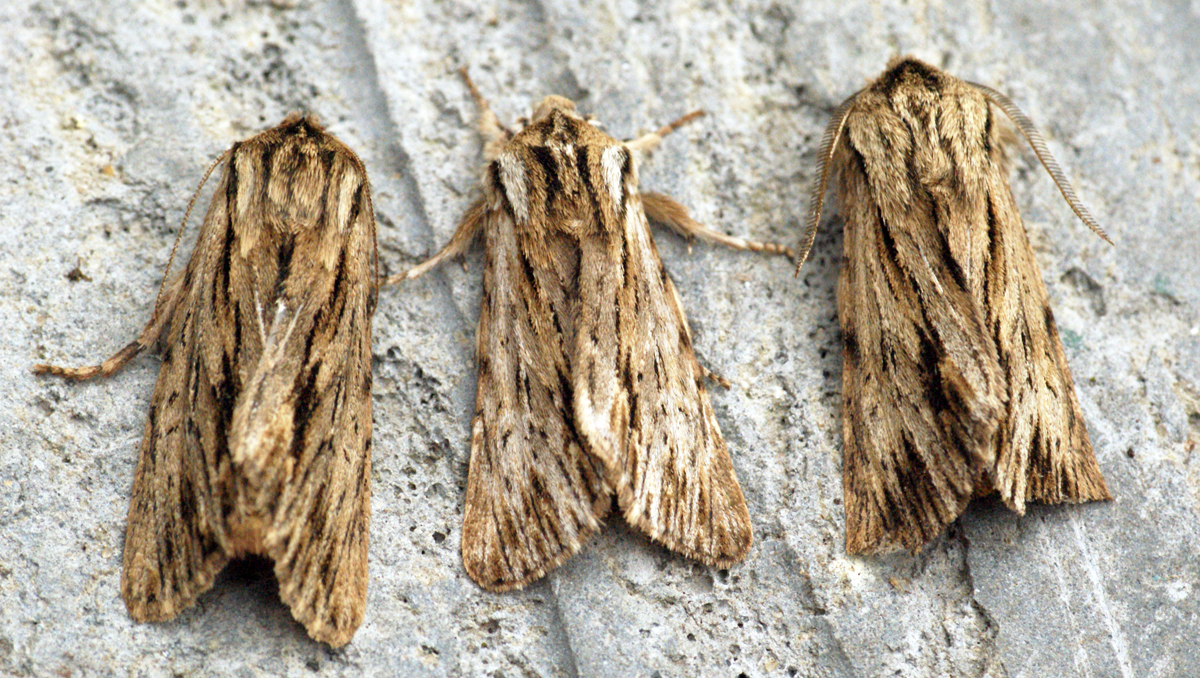
Imagines w spoczynku

Motyl ten osiąga od 38 do 48 mm rozpiętości skrzydeł. Ma stosunkowo małą głowę z krótką ssawką i płaskim czołem porośniętym odstającymi, włosowatymi łuskami. Czułki samicy są gładkie, samca zaś grzebykowate. Szeroki tułów ma trochę wysklepioną stronę grzbietową. Skrzydło przednie jest długie i stosunkowo wąskie, długości od 20 do 22 mm. Tło ma popielate bądź brunatnoszare. Plamka nerkowata uległa zanikowi. Na wzór składa się dobrze zaznaczony czarny prążek nasadowy, ciemne smugi i liczne, czarne, skierowane do wewnątrz kreski na opasce. Ubarwienie skrzydła tylnego jest szarobiałe. Odnóża są porośnięte gęstym owłosieniem. Odwłok jest obły i wydłużony.
Siostrzany gatunek A. syriaca różni się od A. sphinx przeciętnie mniejszymi rozmiarami, większym udziałem szarości na przednich skrzydłach, często lekkim ich niebieskawym opyleniem oraz mocniejszym zaokrągleniem skrzydeł tylnych, jednak pewne odróżnienie tych gatunków wymaga analizy genitaliów.

### Stadia rozwojowe

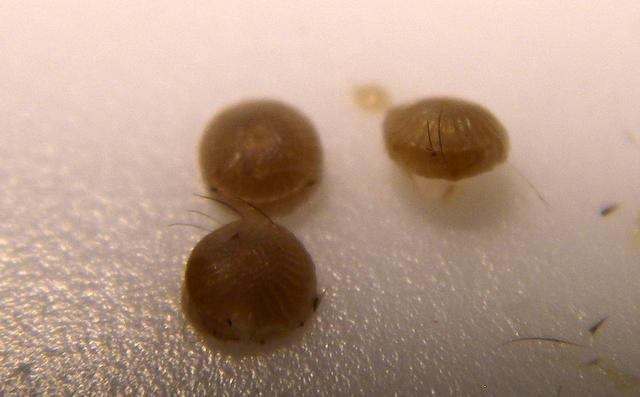
Jaja

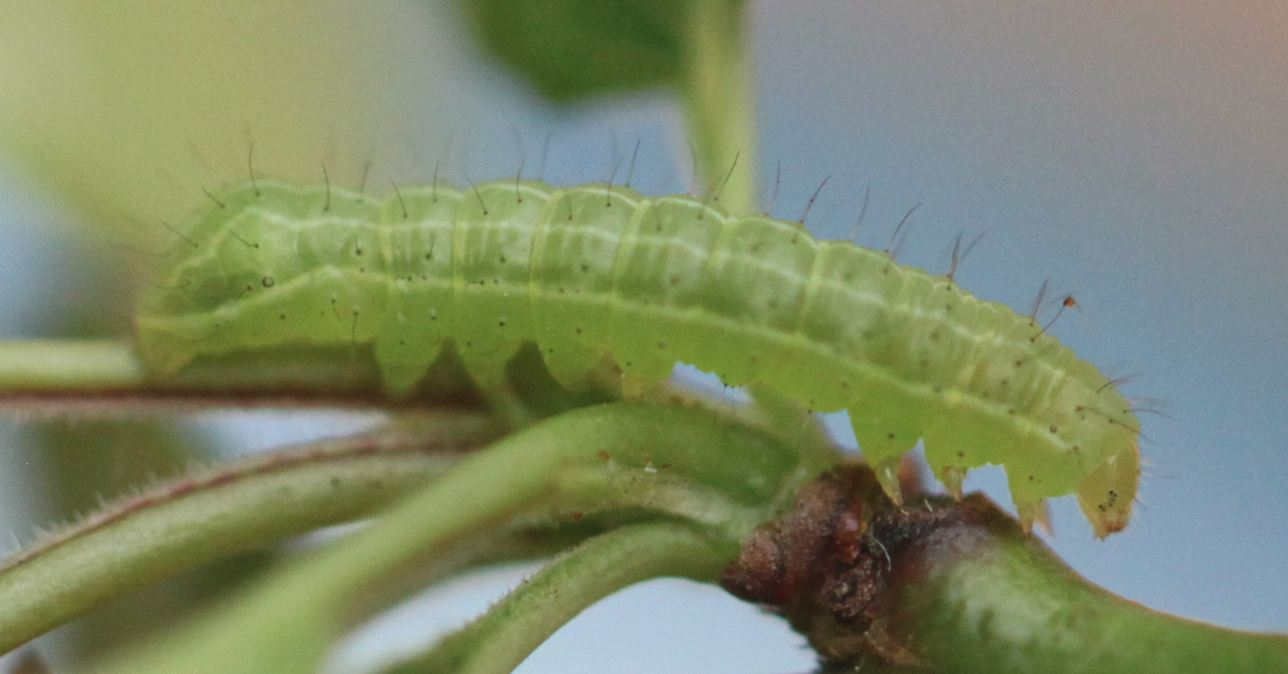
Gąsienica

Jajo ma kształt mocno spłaszczony z uwydatnioną krawędzią i wyraźnie zaznaczonymi żeberkami. Ubarwione jest w różnych odcieniach szarości i brązu.
Ciało młodych gąsienic zwykle ubarwione jest żółtozielono z czarnym nakrapianiem. Ubarwienie starszych gąsienic jest zielone z cienkimi i białymi liniami grzbietowymi i przygrzbietowymi, podłużnymi liniami bocznymi koloru białożółtego oraz przetchlinkami białymi z czarnym obrzeżeniem. W pozycji spoczynkowej głowa gąsienicy jest uniesiona w sposób podobny do tego u gąsienic zawisaków (Sphinx), czemu owad ten zawdzięcza epitet gatunkowy. Z kolei w pozycji obronnej głowa wyginana jest ku tyłowi ponad grzbietem.
Poczwarka jest przysadzistej budowy. Ubarwienie ma rudobrązowe. Długi, szypułkowaty kremaster zaopatrzony jest w dwa kolce.

## Biologia i ekologia

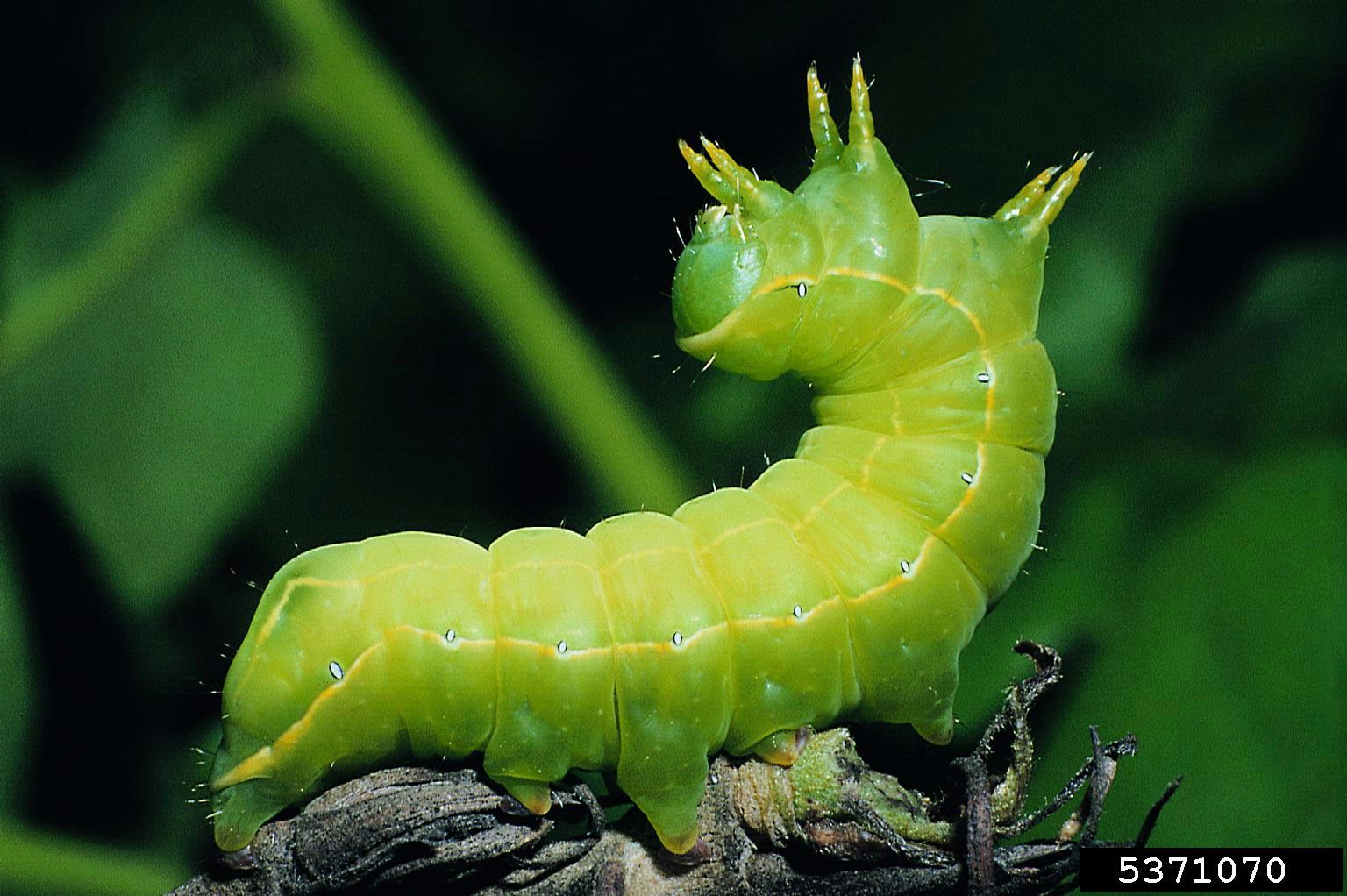
Gąsienica w pozycji obronnej

Owad ten zasiedla widne lasy liściaste, lasy mieszane z udziałem dębów, parki, ogrody i stanowiska luźno zadrzewione.
Owady dorosłe pojawiają się pod koniec września lub w październiku i pozostają aktywne do listopada lub grudnia. Nie pobierają pokarmu. Aktywne są nocą. Do sztucznych źródeł światła przylatują zwykle po północy. Dzień spędzają m.in. na płotach i ścianach domów. Stadium zimującym jest jajo.
Gąsienice klują się pod koniec kwietnia lub w maju i żerują do czerwca. Są polifagicznymi foliofagami drzew i krzewów liściastych. Wśród ich roślin pokarmowych wymienia się buki, dęby, głogi, graby, jesion wyniosły, leszczyny, ligustry, lipy, śliwy, topole i wierzby. Przepoczwarczenie następuje w glebie, wewnątrz kokonu o wątłej konstrukcji.

## Rozprzestrzenienie
Gatunek palearktyczny. W Europie znany jest z Hiszpanii, Irlandii, Wielkiej Brytanii, Francji, Belgii, Luksemburgu, Holandii, Niemiec, Szwajcarii, Austrii, Włoch, Danii, Szwecji, Polski, Czech, Słowacji, Węgier, Białorusi, Ukrainy, Rumunii, Mołdawii, Bułgarii, Słowenii, Chorwacji, Bośni i Hercegowiny, Serbii, Czarnogóry, Macedonii Północnej, Grecji oraz europejskich części Rosji i Turcji. Dalej na wschód występuje w azjatyckiej części Turcji i na Zakaukaziu. Północna granica zasięgu biegnie przez północ Anglii, Danię i południową Szwecję. Wschodnia granica zasięgu biegnie Uralem. Południowa granica zasięgu rozciąga się przez północną Hiszpanię, środkowe Włochy i północną Grecję.
W Polsce jest owadem pospolitym, spotykanym we wszystkich krainach, oraz jedynym przedstawicielem rodzaju Asteroscopus.